# Station Birkbeck
Birkbeck is een spoorwegstation van National Rail en een halte van Tramlink in Anerley, London Borough of Bromley in Engeland. Het station is eigendom van Network Rail en wordt beheerd door Southern.